# Jurij Tomyn
Jurij Petrowycz Tomyn (ukr. Юрій Петрович Томин, ur. 23 grudnia 1988 w Kołomyi) – ukraiński siatkarz, reprezentant Ukrainy, grający na pozycji atakującego. 

## Sukcesy klubowe
Puchar Ukrainy:
- 2010, 2011, 2012, 2013, 2014, 2015, 2019

Mistrzostwo Ukrainy:
- 2011, 2012, 2013, 2014, 2015, 2016, 2019, 2022
- 2018, 2021, 2023[2]

Superpuchar Ukrainy:
- 2017, 2018, 2019

Puchar Ligi Ukraińskiej:
- 2022[3]

## Sukcesy reprezentacyjne
Liga Europejska:
- 2017[4],

## Nagrody indywidualne
- 2019: MVP Superpucharu Ukrainy